# Електрична енергија
Електрична енергија је један од облика енергије који се производи дејством електромагнетског поља на наелектрисање.
Поред ове, строго физичке, дефиниције постоји општеприхваћена конвенција да је електрична енергија (нестручне особе употребљавају и појмове електрична струја, струја и електрицитет) оно што се производи у електранама, преноси далеководима и дистрибуира до потрошача где се користи за рад кућних апарата, канцеларијске опреме, индустријских машина, и омогућава довољно енергије како за кућно тако и за комерцијално осветљење, грејање, кување и индустријске процесе.

## Историја
Иако је било познато да електрицитет настаје као производ хемијских реакција које се дешавају у електролитској ћелији откако је Алесандро Волта развио Волтин стуб 1800. године, производња на такав начин је била и остала скупа. 
Мајкл Фарадеј је 1831. године изумео машину која генерише електрицитет из ротационог кретања, али је требало скоро 50 година да та технологија достигне комерцијално исплативи ниво. 
Томас Едисон је 1878. године, развио и продао комерцијално исплативу замену за гасно осветљење и грејање коришћењем локално генерисаног и дистрибуираног електрицитета, у облику једносмерне струје. Разлог што је генерисање електрицитета морало бити близу или у оквиру потрошачевих просторија је што Едисон није имао начина за конверзију напона. Избор напона било ког електричног система је компромис. Повећањем напона смањује се струја и тако се елиминишу губици услед отпора кабла. На несрећу, појачава се опасност од директног контакта и такође се повећава потребна дебљина изолације. Надаље неке типове оптерећења је тешко или немогуће прилагодити високим напонима.
Никола Тесла, који је кратко време радио за Едисона и схватао теорију електрицитета на начин на који Едисон није, изумео је алтернативни систем коришћењем наизменичне струје. Тесла је схватио да пошто дуплирањем напона преполовљава струју и смањује губитке за три четвртине, само наизменична струја омогућава трансформацију између напонских нивоа у различитим деловима система. Ово је омогућило ефикасне високе напоне за дистрибуцију где се ризик смањује добрим дизајном, а релативно сигурне ниске напоне на местима потрошње. Он је наставио да развија општу теорију свог система, развијајући теоретске и практичне алтернативе за све тадашње употребе једносмерне струје, и патентирао своје напредне идеје 1887. године, у оквиру тридесет различитих патената.
Теслин рад је 1888. године привукао пажњу Џорџа Вестингхауса, који је поседовао патент за тип трансформатора који је могао да подржи велику снагу и био једноставан за производњу. Вестингхаус је управљао постројењем за осветљавање на наизменичну струју у Грејт Барингтону, Масачусетс од 1886. године. Иако је Вестингхаусов систем могао да користи Едисонове светиљке и имао грејаче, није имао мотор. 
Уз помоћ Тесле и његових патената, Вестингхаус је 1891. саградио електрични систем за рудник злата у Телјурајду, Колорадо, са генератором на воду од 100 коњских снага (75 kW) који је покретао мотор од 100 коњских снага (75 kW) преко напојног вода дугог 2,5 миље (4 km). 
На крају је 1893. Алмариан Декер изумео цео систем за трофазно генерисање струје у Редландсу, Калифорнија. 
Затим, у сарадњи са Џенерал Електриком, који је Едисон био присиљен да прода, Вестингхаусова компанија је кренула у конструкцију електричне централе на Нијагариним водопадима, са три Теслина генератора од по 5.000 коњских снага за испоруку електричне енергије постројењу за прераду алуминијума у Нијагари и граду Буфалу удаљеном 22 mi (35 km) (35 km). Електрична централа у Нијагари је почела са радом 20. априла 1895. године. Њено отварање је поставило камен темељац за продају електричне енергије за више од сто година.

## Електрична енергија данас
Данас, Теслин систем наизменичне струје је још увек примарни начин испоруке електричне енергије потрошачима широм света. Иако се једносмерна струја високог напона (ЈСВН) користи за предају велике количине електрицитета на велику удаљеност, већина производње електричне енергије, преноса, дистрибуције и продаје се обавља коришћењем наизменичне струје.
У многим државама, компаније за производњу електричне енергије поседују комплетну инфраструктуру од производње до преноса и дистрибуције. Због тога, електрична струја се посматра као природни монопол. Сама индустрија је углавном доста регулисана, често са контролом цене и неретко је у поседу државе. У неким државама, трговина у којој учествују произвођачи и дистрибутери функционише слично робној или новчаној берзи.